# SMR Regele Carol I

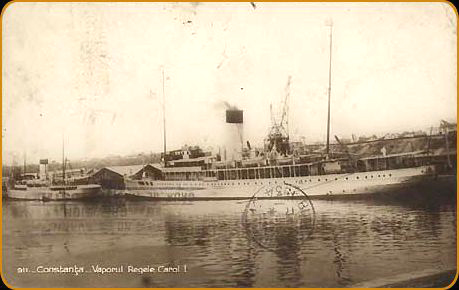
SMR Regele Carol I

SMR Regele Carol I a fost prima navă modernă a Serviciului Maritim Român.

## Caracteristici
- capacitate maximă de încărcare: 650 tdw;
- deplasament maxim: 3600 tone;
- lungime: 106,70 m;
- lățime: 12,80 m;
- viteza: 13,3 Nd.;
- data construcției: 1897;
- șantierul constructor: „The Fairfield Gevon”, Glasgow, Anglia;
- echipaj: 75 membri;
- pasageri: cls. I – 75; cls. II – 42; cls. III – 204.

## Istoric[1][2]
Vaporul de pasageri Regele Carol I a fost construit la Glasgow, Anglia, în anii 1897-1898, și a ajuns în țară la 28 iunie 1898, intrând în compunerea flotei Serviciului Maritim Român. Nava Regele Carol I a fost botezată la Constanța, împreună cu nava Principesa Maria, în prezența Regelui Carol I. Nava transporta regulat pasageri pe rutele maritime Constanța-Istanbul și Constanța-Pireu. Nava a fost o reușită deplină atât din punct de vedere al liniei construcției, svelteței și eleganței formelor, cât și din punct de vedere al performanțelor sale deosebite, viteza maximă de 18 Nd., pe care o atingea, era accesibilă la începutul secolului XX numai navelor de război foarte rapide și cu tonaj relativ redus, iar rezistența la uzură a mașinilor sale era foarte mare.
În anul 1899, cazanele vaporului au fost modificate pentru a arde păcură în loc de cărbuni, iar în 1905 a fost instalat un post TFF. După intrarea României în primul război mondial, Regele Carol I a fost pus la dispoziția marinei imperiale ruse din Marea Neagră.
Până la începutul primului război mondial Regele Carol I a deservit linia Constanța-Constantinopol-Dardanele-Smirna-Pireu-Alexandria.
În octombrie 1916, la Sevastopol, SMR Regele Carol I a fost transformat în crucișător auxiliar, prin montarea a patru tunuri de 101 mm, a două tunuri antiaeriene de 63 mm, două proiectoare și instalație pentru transportarea și exploatarea a două hidroavioane. În martie 1917 a intrat în componența diviziei de crucișătoare rusești, care a bombardat coasta anatolică și a păzit Bosforul. 
Dupa declanșarea revoluției ruse, nava Regele Carol I a fost capturată și sechestrată la Batumi în numele Comisariatului Transcaucazian, în cele din urmă reușind să evadeze cu concursul ofițerilor ruși de la bord și să ajungă la Sulina la 31 martie 1918, iar la 1 aprilie 1918, a intrat în port. Primul care a pășit pe punte a fost comandorul Eugeniu Botez (Jean Bart), căpitanul portului Sulina. Guvernul român a fost de acord cu cererea rușilor de retrocedare a tunurilor și instalațiilor ce fuseseră montate în 1916.
După încheierea primului război mondial, SMR Regele Carol I a reluat rutele de pasageri Constanța-Varna-Istanbul-Salonic, iar după începutul celui de-al doilea război mondial și intrarea Italiei în război, doar ruta Constanța-Istanbul. În 1941, necesitatea României de protejare a litoralului cu baraje de mine și numărul redus de puitoare de mine aflate în dotarea Marinei Române, a dus la rechiziționarea navei SMR Regele Carol I și transformarea sa în puitor de mine, puntea principală permițând această operație. Au fost montate două tunuri de 120 mm, 4 tunuri antiaeriene de 37 mm, instalații de lansat mine antisubmarin, instalații de lansat și aruncat grenade antisubmarine și două nave antiparavan antimine. Capacitatea de încărcare era de aproximativ 200 de mine. 
În perioada 16-19 iunie 1941, NMS Regele Carol I a executat un baraj de mine în largul litoralului românesc, între Capul Midia și Tuzla, alături de NMS Amiral Murgescu. Barajele din fața orașului Constanța și-au arătat eficiența pe 26 iunie 1941, provocând scufundarea distrugătorului sovietic Moscova și avarierea crucișătorului Vorosilov.
Pe 6 octombrie 1941, sub comanda locotenent-comandorului Florian Popescu, Regele Carol I a executat o acțiune de minare antisubmarin în partea de sud a barajului Midia-Tuzla, alături de puitoarele de mine NMS Amiral Murgescu și NMS Dacia în cadrul „Operațiunii Varna”. Pe 9 octombrie 1941, Regele Carol I a minat zona sud-vest de capul Caliacra. La 10 octombrie 1941, orele 11:50, după ce părăsise portul Varna cu o nouă încărcătură de mine, NMS Regele Carol I a lovit o mină la 2 mile marine distanță de farul Galata Burnu, după care s-a scufundat în 13 minute. Mina făcea parte dintr-un baraj realizat cu aproximativ o lună în urmă de submarinul sovietic L-4. Un subofițer și 20 de marinari și-au pierdut viața, restul echipajului fiind recuperat de torpilorul Smeul, care asigura protecția operațiunii de minare.
Epava navei SMR Regele Carol I se află la adâncimea de 23 m, la sud de Varna, aproape de localitatea Byala, având coordonatele aproximative 44° 10' N /28° 00' E.